# Javier Etxarri
Etxarri  Marín est un nom espagnol. Le premier nom de famille, en général paternel, est Etxarri ; le second, en général maternel, souvent omis, est Marín.
Francisco Javier Etxarri Marín (né le 16 août 1986 à Lekunberri) est un coureur cycliste espagnol, devenu par la suite manager d'équipe.

## Palmarès et résultats

### Palmarès par année
- 2004
  - Tour de Pampelune :
    - Classement général
    - 2e étape
- 2005
  - 2e du Mémorial Sabin Foruria
  - 3e du Circuito Sollube
- 2006
  - 3e de la Klasika Lemoiz
- 2010
  - Trofeo San Lorenzo
  - 3e du championnat d'Espagne du contre-la-montre amateurs
  - 3e du Memorial Valenciaga
  - 3e du Gran Premio San Lorenzo

### Classements mondiaux
| Année           | 2008   |
| --------------- | ------ |
| UCI Europe Tour | 1 139e |